# خوان ده دیوس رامیرس پرالس
خوان ده دیوس رامیرس پرالس (اسپانیایی: Juan de Dios Ramírez Perales‎؛ زادهٔ ۸ مارس ۱۹۶۹) بازیکن سابق و مربی فوتبال اهل مکزیک است.
از باشگاه‌هایی که در آن بازی کرده‌است می‌توان به باشگاه فوتبال مونتری، باشگاه فوتبال گوادالاخارا و باشگاه فوتبال اونیورسیداد ناسیونال اشاره کرد.
وی همچنین در تیم ملی فوتبال مکزیک بازی کرده‌است.